# Красный переулок (Одесса)
Кра́сный переулок — короткая (320 м) улица в Одессе, в исторической части города, от Дерибасовской до улицы Бунина.

## История
Во времена турецкого владычества на участке, где прошла позднее Греческая улица, между Греческой площадью и Екатерининской улицей находилось средневековое мусульманское кладбище.
Название улице дали так называемые Красные ряды — торговые заведения, фасадами выходившие на Греческую площадь, тыльной стороной — в переулок. Застройка переулка была начата вместе с застройкой Греческой площади, при этом в переулке застраивалась только одна сторона. Не сохранившийся дом № 6, известный под названием «турецкий дом», в 1930-е годы считался старейшим зданием в Одессе.
Впервые своё название переулок получил в 1820 году, при этом упоминался в то время и как Греческий переулок, и как Красный. В конце XIX века эти названия существовали раздельно, используясь для различных участков переулка: Греческий переулок — от Дерибасовской до Греческой улицы, Красный — от Греческой до Полицейской (ныне — улица Бунина). В 1850-х годах некоторое время переулок носил название Шмидта, или Шмидтовский, в честь известного одесского аптекаря, титулярного советника фон Шмидта, который владел домом в переулке в 1811 году.
При советской власти переулок сменил название: в 1938 году, его назвали переулком МЮД, в честь международного дня юношества, введённого решением Бернской международной конвенции социалистической молодежи в 1915 году. По окончании Великой Отечественной войны название Красный переулок вернули и оно осталось до сих пор.

## Достопримечательности

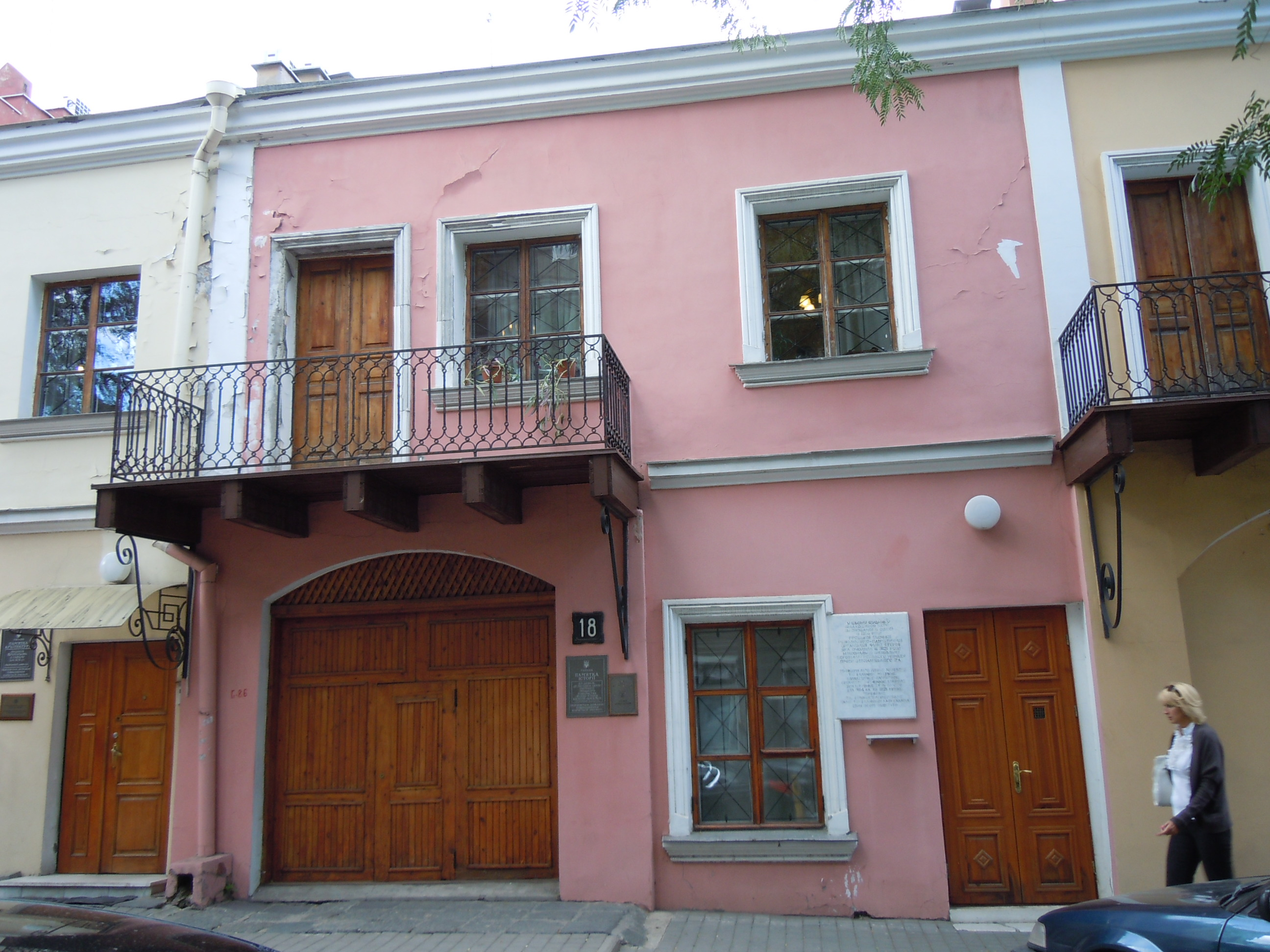
Музей «Филики этерия»

д. 1 — бывший дом Ротте (1832, архитектор Торичелли, 1842, Боффо, 1875, Гонсиоровский)
д. 20 — Музей «Филики этерия»
Планы сноса всей исторической застройки в 1960-е годы были остановлены обращением в МИД СССР греческой общественности и лично Георг Фарсакидис.

## Известные жители
д. 2 — Иван Мигунов, городской голова Одессы 1803—1806
д. 5 — Иван Франко (1909, мемориальная доска)
д. 18 — Григорий Маразли (1831, родился в этом доме)